# Anton Rehmann
 (juillet 2018).
Si vous disposez d'ouvrages ou d'articles de référence ou si vous connaissez des sites web de qualité traitant du thème abordé ici, merci de compléter l'article en donnant les références utiles à sa vérifiabilité et en les liant à la section « Notes et références ».

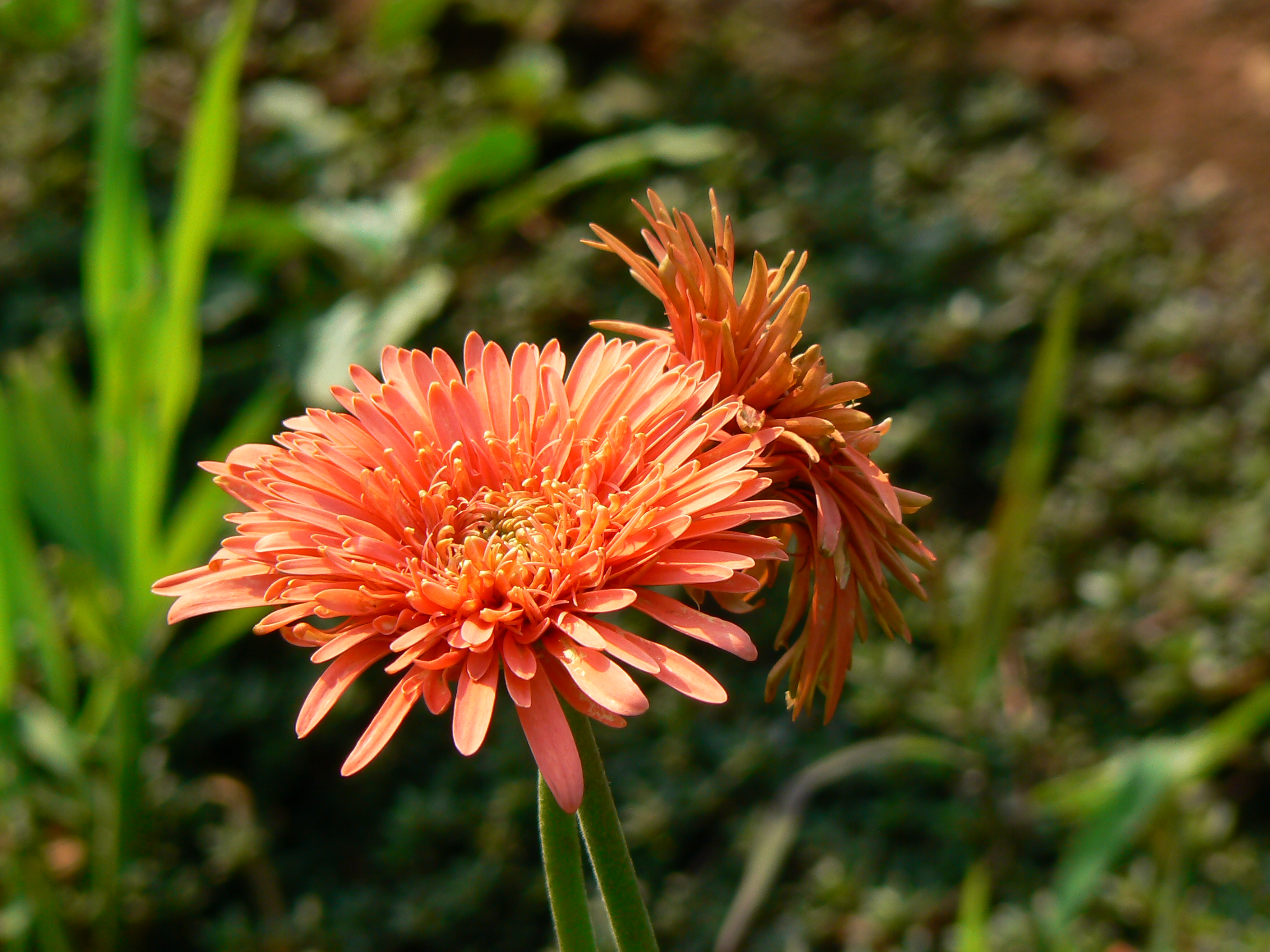
Marguerite africaine, découverte d'A. Rehmann.

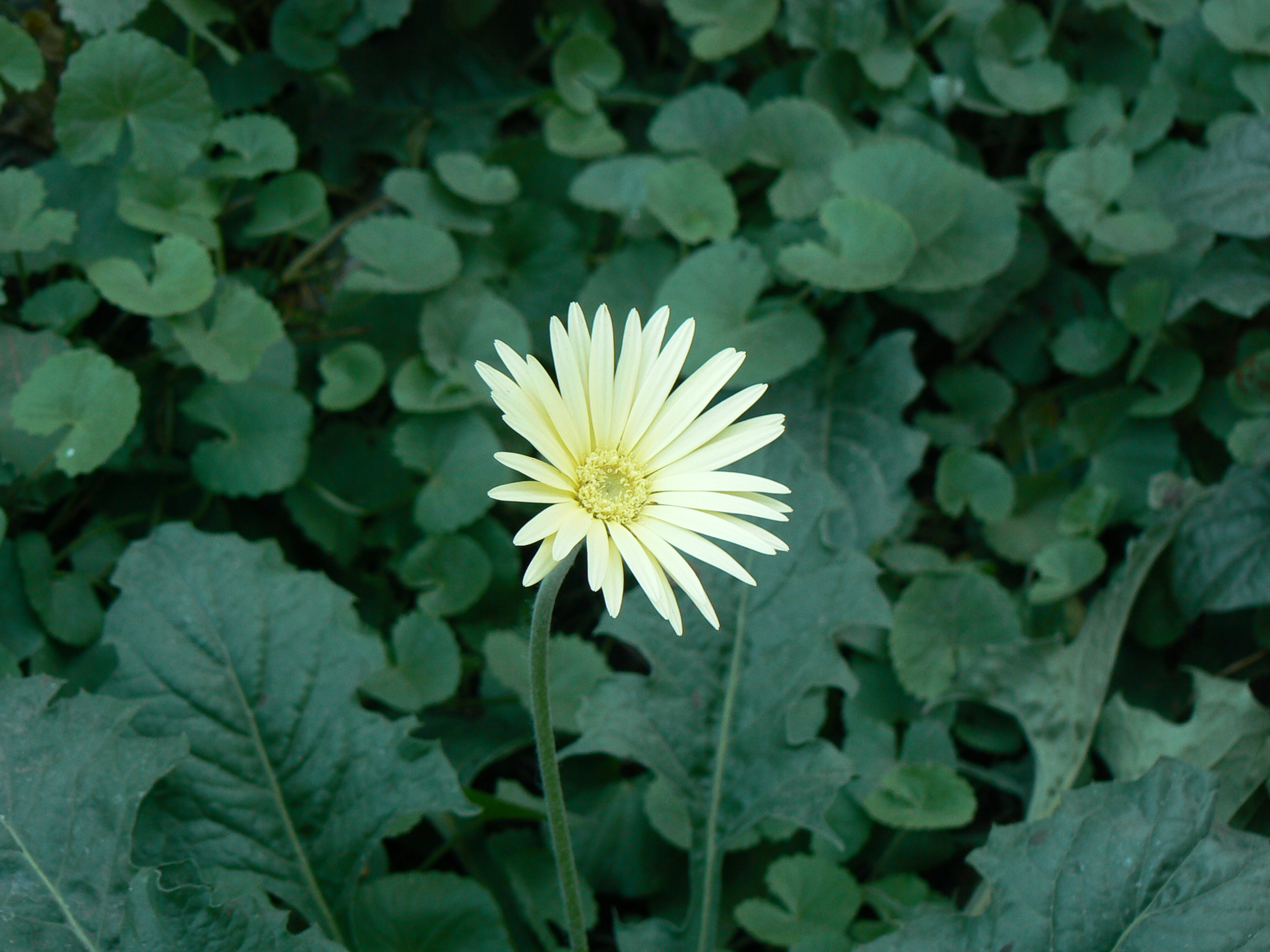
Gerbera, découverte d'A. R.

Antoni Rehman ou Rehmann alias Anton Rehmann, né le 13 mai 1840 à Cracovie et mort le 13 janvier 1917 à Lemberg, royaume de Galicie et de Lodomérie, est un géographe, géomorphologue, botaniste et explorateur polonais. 
Il a publié principalement dans des revues allemandes. En Autriche, il est considéré comme un botaniste autrichien car la Galice faisait à l'époque partie de l'Empire austro-hongrois.

## Biographie
Anton Rehmann est le fils de Anna Piotrowski et du maître ramoneur Józef Rehman (1812-1882).
De 1860 à 1863, il étudie les sciences et la géographie à l'université Jagellonne de Cracovie et obtient en 1864 un doctorat en botanique, après s'être spécialisé dans les bryophytes.
En 1865, il explore les steppes de Podolie, les rives du Dniester et les montagnes de Tschornohora en Ukraine. En 1866-1867, il étudie l'anatomie des plantes à Munich avec Carl Wilhelm von Naegeli. 
En 1868, il voyage à travers le sud de la Russie et un an plus tard est nommé professeur d'anatomie végétale à l'Université de Cracovie. Entre 1873 et 1874, il voyage dans le Caucase et en  Crimée. Il part en Afrique du Sud en 1875-1877 et de nouveau en 1879-1880, faisant connaissance avec les San, les Khoikhoi et les Bantous. Alors qu'il se trouvait en Afrique du Sud, il a recueilli plus de 9 000 spécimens et Ignaz von Szyszyłowicz a commencé sa liste. Deux parties de la liste sont apparues dans un journal polonais en 1887-1888, mais, à cause de mésentente, les spécimens ont été retournés à Rehmann qui les a vendus à Schinz en 1889. Dixon et Gepp ont énuméré ses 680 mousses dans un bulletin de Kew de 1923. Ceux-ci ont inclus les collections de John Medley Wood et de McLea que Rehmann avait acquises en Afrique du Sud. Sa première visite a couvert les zones  George et Knysna d'où il est passé à Cape Town, Tulbagh,  Ceres,  Worcester,  Rivière Touws, Matjiesfontein, il est ensuite revenu à Ceres.
Il devient professeur à l'université de Lviv en 1882. De 1884 à 1897, il est botaniste et professeur au Collège vétérinaire.
À partir de 1887, il est doyen de la faculté de philosophie et, en 1888-1889, il en est le recteur. Il est membre de la Société Scientifique de Cracovie, de la Commission physiographique de l'Académie de Cracovie et de la Société des Sciences Naturelles Nicholas Copernicus, en tant que président en 1888-1889. En 1910, il prend sa retraite.
Au cours de ses voyages, il recueille d'énormes quantités de matériel d'herbier. À ce jour, ses spécimens peuvent être trouvés dans les herbiers du monde entier, y compris ceux de Cracovie et de Lemberg. Il décrit plusieurs nouveaux taxons végétaux dont une variété d'absinthe (Artemisia absinthium  L.  var calcigena  Rehm.) qui est considérée comme endémique des montagnes Pieniny. Elle est sur la Liste rouge des plantes menacées en Pologne.

## Publications
- Croquis de voyage de l'Afrique australe (1881)
- Échos de l'Afrique australe (1884)
- Les Tatras d'un point de vue physique et géographique (1895)